# Carausius albopictus
Carausius albopictus är en insektsart som först beskrevs av Chen, S.C. och Yun He He 2008.  Carausius albopictus ingår i släktet Carausius och familjen Phasmatidae. Inga underarter finns listade.